# Näcksjön, Härjedalen
Näcksjön är en sjö i Härjedalens kommun i Härjedalen och ingår i Ljusnans huvudavrinningsområde. Sjön har en area på 0,188 kvadratkilometer och ligger 831,2 meter över havet.

## Delavrinningsområde
Näcksjön ingår i det delavrinningsområde (694698-132653) som SMHI kallar för Utloppet av Näcksjön. Medelhöjden är 842 meter över havet och ytan är 0,8 kvadratkilometer. Det finns inga avrinningsområden uppströms utan avrinningsområdet är högsta punkten. Vattendraget som avvattnar avrinningsområdet har biflödesordning 2, vilket innebär att vattnet flödar genom totalt 2 vattendrag innan det når havet efter 406 kilometer. Avrinningsområdet består mestadels av skog (64 procent) och öppen mark (13 procent). Avrinningsområdet har 0,19 kvadratkilometer vattenytor vilket ger det en sjöprocent på 23,8 procent.